# Erdmann August von Brandenburg-Bayreuth

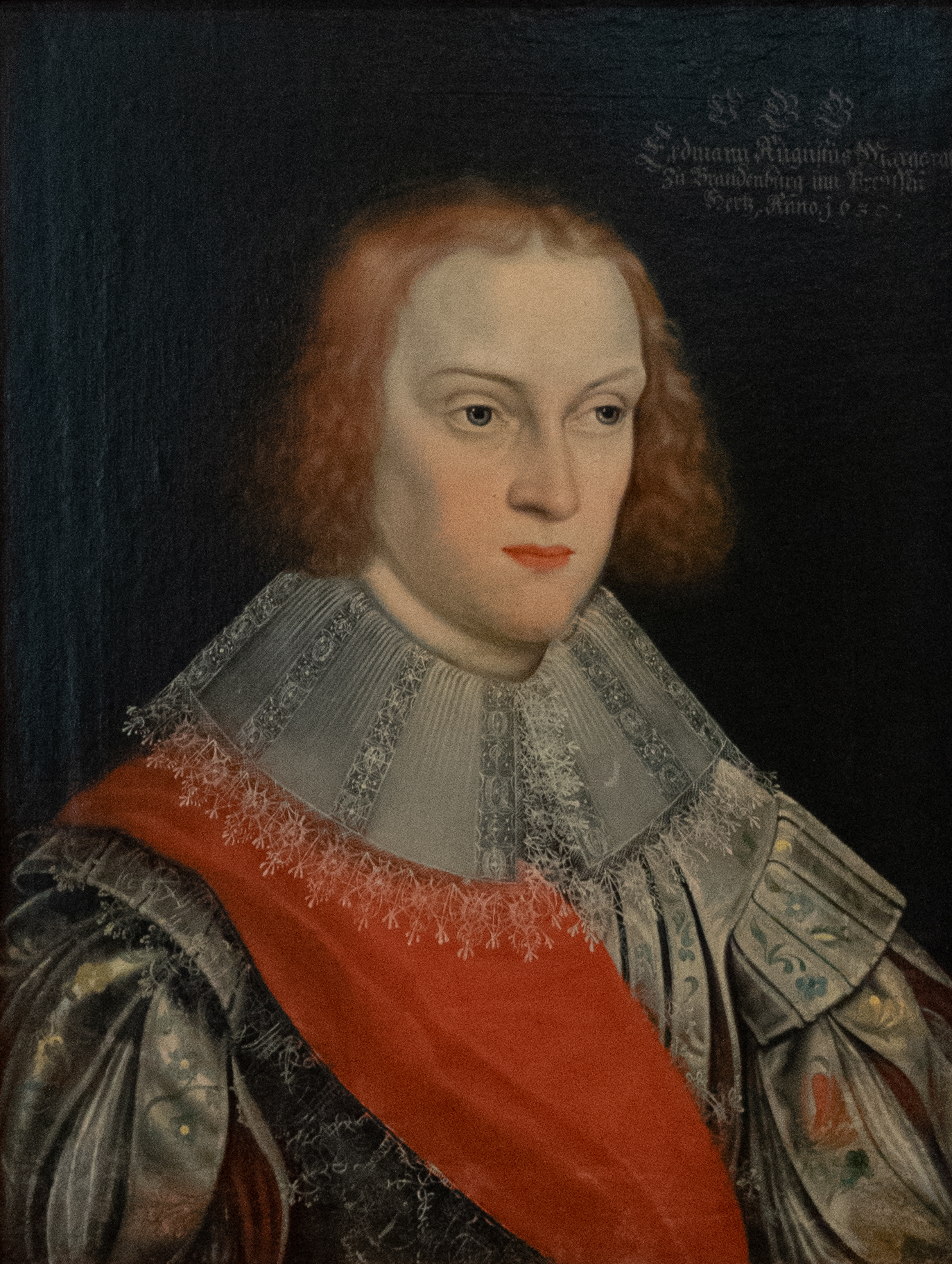
Erbprinz Erdmann August von Brandenburg-Bayreuth im Alter von 15 Jahren, Gemälde von Heinrich Bollandt, Jagdschloss Grunewald, Berlin

Erdmann August von Brandenburg-Bayreuth (* 8. Oktober 1615 in Bayreuth; † 6. Februar 1651 in Hof) war Erbprinz von Brandenburg-Bayreuth.

## Leben
Erdmann August war ein Sohn des Bayreuther Markgrafen Christian (1581–1655) aus dessen Ehe mit Marie (1579–1649), Tochter des Herzogs Albrecht Friedrich von Preußen. Seine beiden älteren Brüder Georg Friedrich und Christian Ernst waren bereits als Kinder verstorben. Zu seinem Vater und seinem jüngeren Bruder Georg Albrecht entwickelte sich ein angespanntes Verhältnis.
Erdmann August heiratete am 8. Dezember 1641 in Ansbach seine Cousine Sophie von Brandenburg-Ansbach (1614–1646), Tochter des Markgrafen Joachim Ernst von Brandenburg-Ansbach und Gräfin Sophie. Nach deren Tod verlobte er sich mit Prinzessin Sophie Agnes von Mecklenburg-Schwerin.
Nachdem er von seinem Vater im Jahr 1647 die Ämter Lauenstein, Lichtenberg und Thierbach erhalten hatte, richtete er auf Schloss Lauenstein eine eigene Hofhaltung ein. Ein Jahr später kam es am Hof seines Vaters auf der Plassenburg zu einem Pistolenduell mit seinem Bruder, welches beide unverletzt überlebten. Erdmann August zog sich danach vollends auf Schloss Lauenstein und schließlich auf das Schloss in Hof zurück.
Während der Vorbereitungen zu seiner Vermählung starb Erdmann August 35-jährig vor seinem Vater an einem „Brustfieber“. Er wurde in der Bayreuther Stadtkirche beigesetzt.

## Nachkommen
Aus seiner Ehe hatte Erdmann August einen Sohn:
- Christian Ernst (1644–1712), Markgraf von Brandenburg-Bayreuth

⚭ 1. 1662 Prinzessin Erdmuthe Sophie von Sachsen (1644–1670)
⚭ 2. 1671 Prinzessin Sophie Luise von Württemberg (1642–1702)
⚭ 3. 1703 Prinzessin Elisabeth Sophie von Brandenburg (1674–1748)